# Michele Tito (atleta)
Michele Tito (Trieste, 18 giugno 1920 – Genova, 11 gennaio 1961) è stato un velocista italiano, medaglia di bronzo con la staffetta 4×100 metri ai Giochi olimpici di Londra 1948.

## Biografia
Sui 100 metri piani ottenne un personale di 10"5.

## Palmarès
| Anno | Manifestazione  | Sede   | Evento      | Risultato | Prestazione | Note |
| ---- | --------------- | ------ | ----------- | --------- | ----------- | ---- |
| 1948 | Giochi olimpici | Londra | 4×100 metri | Bronzo    | 41"5        |      |